# Vjenceslav Žuvela
Vjenceslav Žuvela (Vela Luka, 5. rujna 1929. − Split, 27. kolovoza 1990.), glavni pokretač osnivanja Torcide, boksač i hrvatski domoljub.

## Životopis
Rodio se je u Veloj Luci na otoku Korčuli. Kao srednjoškolac razbio je Mussolinijeve slike na zidovima splitske gimnazije zbog čega je bio kažnjen. Potom se pridružio pokretu otpora. Studirao na brodarskom odjelu na Tehničkom fakultetu u Zagrebu. Tijekom studija bavio se boksom, u čemu je bio izvrstan. Bio je hrvatski reprezentativac. U jednom boksačkom dvoboju u Beogradu pobijedio je tadašnjeg prvaka države.
Kao student s još grupicom dalmatinskih studenata formalno u Zagrebu osniva navijačku skupinu 28. listopada 1950. godine, pred splitsku utakmicu s Crvenom zvezdom koja je na rasporedu bila sutradan. Prema Anti Doriću, ideja o njezinom osnivanju potječe od velikog zaljubljenika u Hajduk i Dalmaciju, Bernarda Bajde Vukasa, koji je s oduševljenjem pričao o navijanju po brazilskim stadionima. 
Mnogo je pridonio u povezivanju osnivača Torcide s tadašnjom Hajdukovom upravom. Kad im je na toj slavnoj utakmici milicija oduzela navijačke rekvizite, otišao je obavijestiti Hajdukovu upravu kako bi stali u obranu Hajdukovih navijača. Uprava je ispunila želju Torcidi, pa se Žuvela vratio među navijačima i obavijestio ih kako su dopuštena sva sredstva za navijanje, što je bio znak da se moglo navijati kako je tko želio.
Nove jugoslavenske vlasti Žuvelu su prepoznale kao glavnog osnivača, proglasivši osnivanje Torcide neprijateljskim činom. Žuvela je uhićen i zatvorski kažnjen (tri godine zatvora; u ponovljenom postupku kazna smanjila na tri mjeseca zatvora), a represija se provela i nad drugim važnijim članovima Torcide i pojedinim prohrvatski orijentiranim članovima uprave kluba. Korištenje imena i grba, država je zabranila, pa su pripadnici Torcide uveli u svoje navijanje razna sredstva koja su izazivala buku i svjetlosne efekte i postali ilegalna navijačka skupina.
Izašavši iz zatvora vratio se normalnom životu. Diplomirao je na fakultetu i stekao naslov dipl. inženjera brodarstva, pa je nakon toga je zasnovao obitelj. Kako mu vlasti nisu oprostile na osnivanje Torcide, cijeli ostatak života bio je pod milicijskom prismotrom, a posljedice je osjetio i u profesionalnoj karijeri kao i njegova obitelj. Oduvijek je bio veliki hrvatski nacionalist i domoljub. Nakon Hrvatskog proljeća spominju ga kao prvog hrvatskog nacionalista, studenta s Korčule. Zbog iskrenih hrvatskih domoljubnih političkih stajališta često je bio u problemima s tadašnjom milicijom i sudstvom, pa je bio proganjan i osuđivan. Bio je ljubitelj hrvatskog jezika pa je u društvu uvijek nastojao pričati čistim hrvatskim književnim jezikom. Na zabavama radio je citirao Matoševe pjesme i dio opere Nikole Šubić Zrinskog 'U boj'.
Od početka pa do kraja života je stalno pratio splitskog Hajduka. Redovit je bio na domaćim utakmicama u Splitu, gostovanjima u Zagrebu, ali je Hajduk pratio i diljem bivše države. Ljeta 1990. iz rodne se Korčule vraćao u Zagreb i doživio je prometnu nesreću kod Muća. Umro je u splitskoj bolnici od posljedica te nesreće 27. kolovoza 1990. godine. Pokopan je u obiteljskoj grobnici u Veloj Luci.
Na 90. obljetnicu njegova rođenja Torcida je svečano otvorila mural na Starom placu na kojem je naslikan Vjenceslav Žuvela.

## Vanjske poveznice
- Vjenceslav Žuvela na Torcida.hr